# Cementerio de Roselawn
El Cementerio de Roselawn (en irlandés: Reilig Phlásóg na Rós; inglés: Roselawn Cemetery, también conocido simplemente como Roselawn) es un gran cementerio en las afueras de Belfast la capital de Irlanda del Norte, en el Reino Unido. Se inauguró en 1954. Se encuentra en la carretera Ballygowan. Las cenizas del futbolista George Best fueron depositadas aquí el 3 de diciembre de 2005, después de su muerte el 25 de noviembre. El cementerio es mantenido por el Ayuntamiento de Belfast.